# 인스팅크트
《인스팅크트》(영어: Instinct)는 2018년부터 2019년까지 방영된 미국의 텔레비전 드라마이다.